# Прапор Хомутця (Миргородський район)
Прапор Хомутця — офіційний символ села Хомутець Миргородського району Полтавської області. Затверджений 22 березня 2017р. рішенням XII сесії сільської ради VII скликання. Автор - Р.О.Ксьонз.

## Опис
Затверджений 22 березня 2017р. рішенням XII сесії сільської ради VII скликання.
На прямокутному синьому полотнищі з співвідношенням сторін 2:3 у центрі жовтий розширений хрест висотою 2/5 ширини прапора, унизу три білі восьмипроменеві грановані зірки (дві і одна) висотою 1/4 ширини прапора.